# Faună

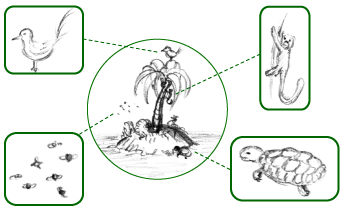
Reprezentare schematică a faunei unei insule

Fauna definește totalitatea viețuitoarelor din regnul animal care trăiesc într-o anumită regiune sau areal geografic. Denumirea provine de la Fauna (mitologie)⁠(en)[traduceți], zeița romană a fertilității.

## Clasificarea faunei în funcție de talia speciilor
O clasificare intuitivă a faunei, dar oarecum arbitrară, poate fi făcută în funcție de talia speciilor animalelor:
- Microfauna (animale microscopice, de exemplu protozoarele, acarienii etc.)
- Macrofauna
- Megafauna

## Clasificarea faunei în grupuri taxonomice
Fauna poate fi clasificată după unitățile taxonomice în mai multe categorii:
- Arahnofauna (arahnide)
- Artropofauna (crustacee și chelicere)
- Maluscofauna (moluște)
- Entomofauna (insecte)
- Hidrofauna
- Ornitofauna
- Acvifauna
- Paleofauna
- Ihtiofauna (pești)
- Amfibiofauna (amfibieni)
- Herpetofauna (reptile)
- Avifauna (păsări)
- Mamofauna (mamifere)